# Wendelinskapelle (Butzbach)

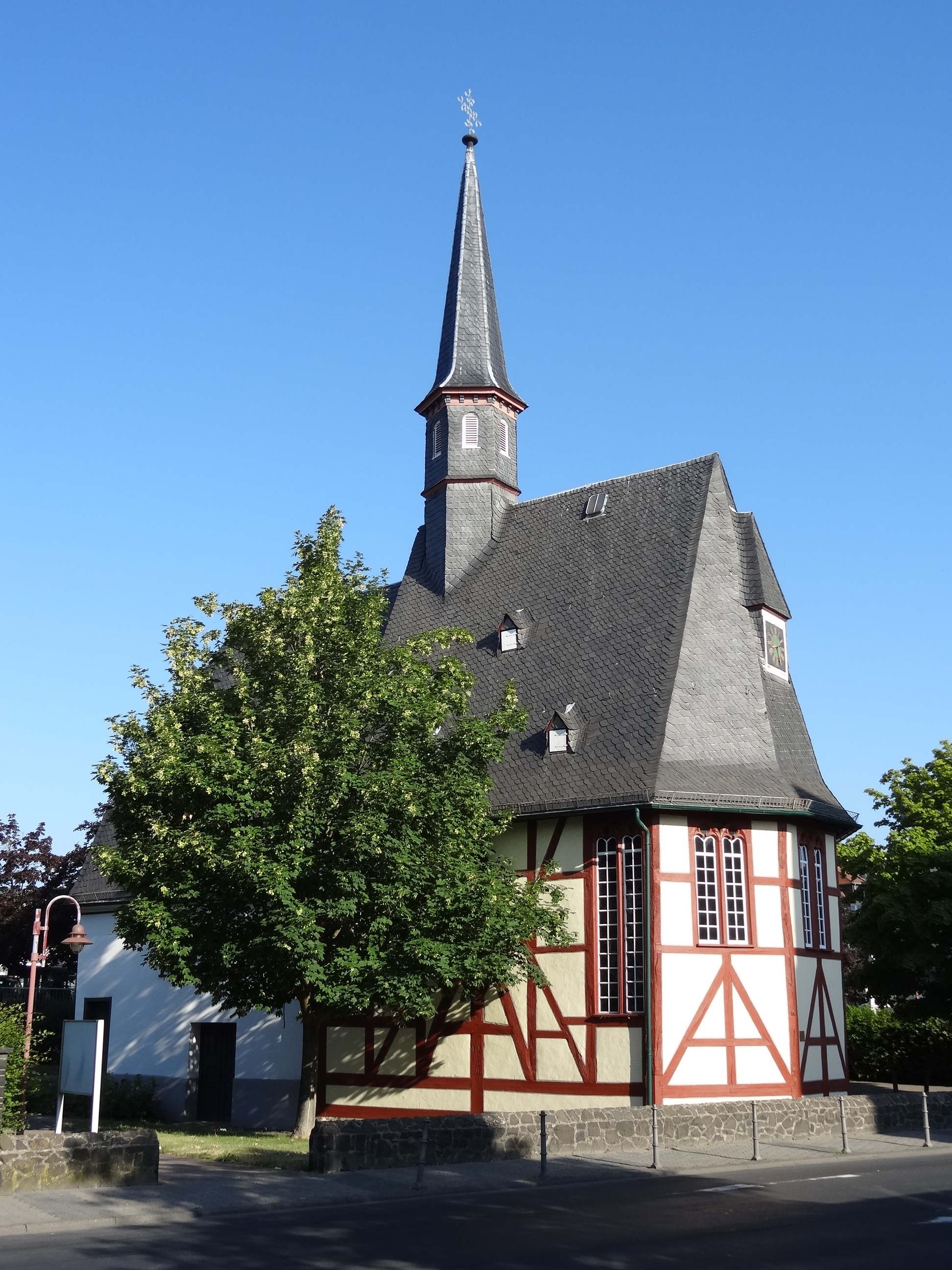
Wendelinskapelle von Südosten

Die Wendelinskapelle in Butzbach im Wetteraukreis ist die ehemalige Hospitalkapelle der Stadt. Sie entstand um das Jahr 1440 und ist damit die älteste Fachwerkkirche in Hessen und eine der ältesten Fachwerkkirchen in Deutschland. Das hessische Kulturdenkmal hat einen Dachreiter mit Spitzhelm sowie Maßwerkfenster und beherbergt einen Schnitzaltar aus dem Anfang des 16. Jahrhunderts.

## Geschichte

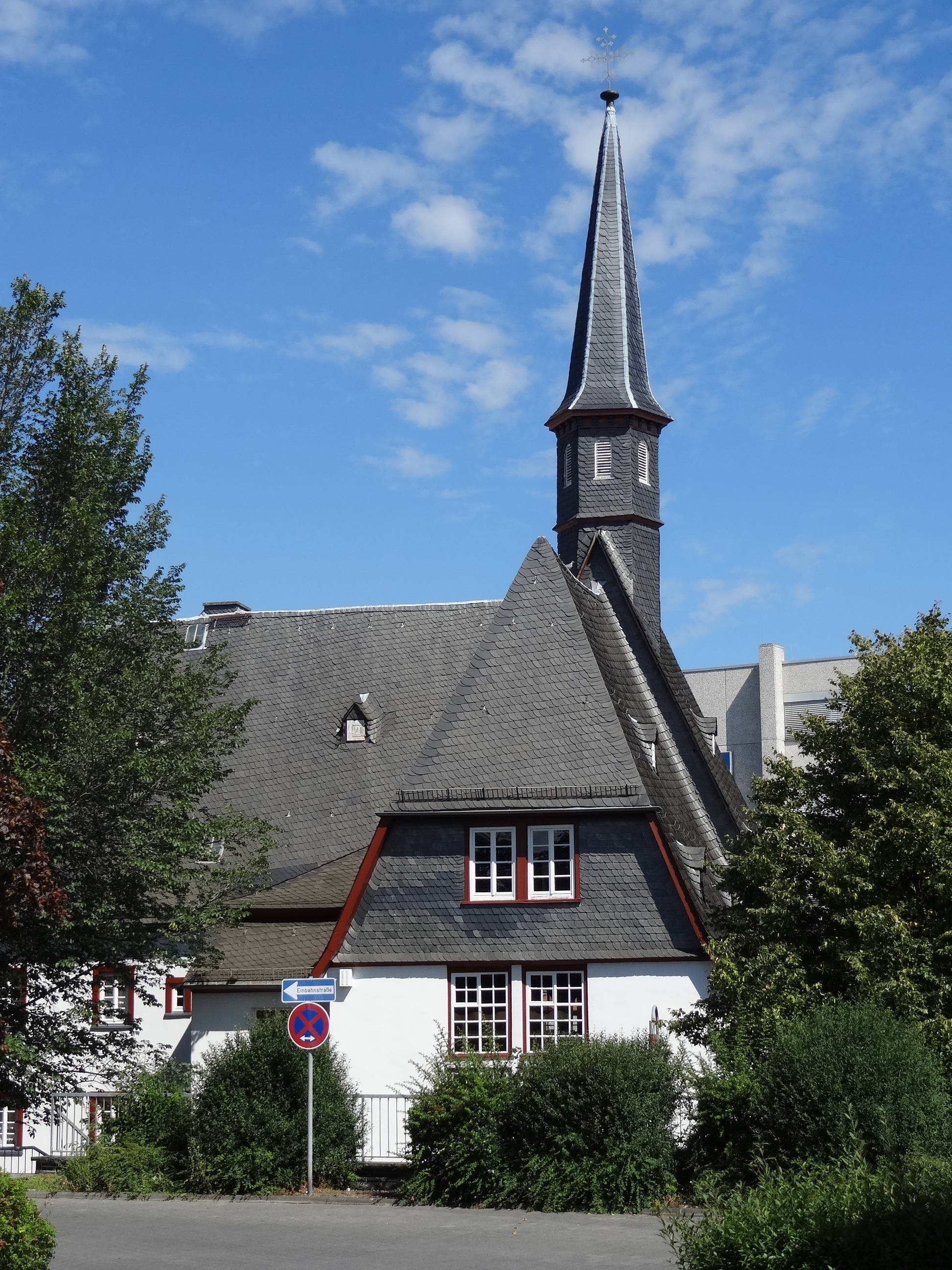
Westansicht mit nördlichem Anbau

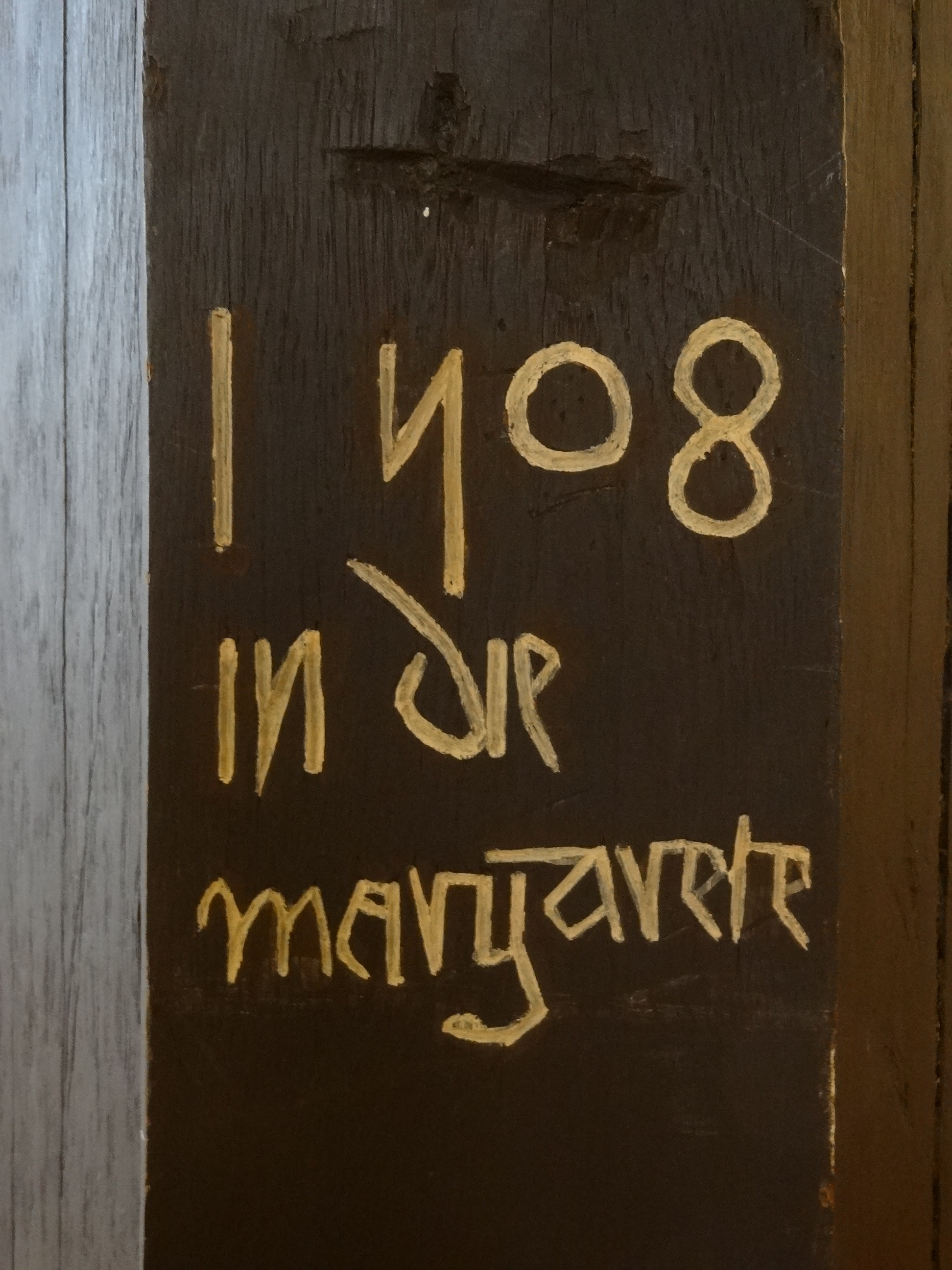
Inschrift mit der Jahreszahl 1508 im westlichen Pfosten

Bei archäologischen Ausgrabungen vom 1. Oktober 1980 bis zum 5. Dezember 1981 entdeckte man drei Lagen von Fußböden aus unterschiedlichem Material und verschiedenen Bauzeiten. Innerhalb des Grundrisses des heutigen Ostteils befanden sich 0,80 Meter breite Basaltfundamente einer älteren Kapelle, die aufgrund von Keramikfunden ins 13. Jahrhundert datiert wurden. Vermutlich war dieser Vorgängerbau aus Stein und nicht aus Holz errichtet, da eine Kapelle im benachbarten Griedel aus derselben Bauzeit ebenfalls aus Stein aufgemauert wurde. Unterhalb dieser Fundamente befanden sich ein Pfostenloch nördlich des Altarsockels, eine dunkelbraune Schicht und eine 6–7 cm starke Torfschicht, die als der ursprüngliche Fußboden eines noch älteren Gebäudes gedeutet wurde. Eine spätkarolingische Scherbe und menschliche Wirbelknochen in einer Grube im Altarbereich weisen auf eine sakrale Nutzung eines hölzernen Gebäudes hin, das etwa im 10. Jahrhundert an der alten Römerstraße errichtet wurde. Diese führte von Friedberg rechts an der Kapelle vorbei durch das Lagerdorf des Kastells Hunneburg zum Limesübergang am Kleinkastell Degerfeld.
Die Trennung des Hospitals von der Mutterkirche, der Pfarrkirche St. Markus, ist in einer Urkunde aus dem Jahr 1375 bezeugt, die Philipp VII. von Falkenstein als Stifter von Gotteshaus und Hospital ausweist. Der Bericht über eine angebliche Weihe im Jahr 1208 stammt aus einem 1721 angelegten Kirchenbuch. Die Angabe ist unwahrscheinlich, aus Urkunden nicht zu belegen und rührt daher, dass die Jahreszahl 1508 im westlichen Pfosten falsch gedeutet wurde. Die Vorgängerkapelle wurde um 1370 vor dem südlichen Stadttor, dem Weiseler Tor, errichtet. Sie unterstand dem Patrozinium des heiligen Wendelin, des Patrons der Hirten und Bauern, der Alten und Kranken. Nach Dieter Wolf hat Kuno II. von Falkenstein, dessen Neffe Philipp VII. Stadtherr von Butzbach war, die Verbindung zu Wendelin hergestellt. Die 1375 eingerichtete Pfarrstelle mit eigenem Tauf- und Bestattungsrecht wurde meist von den Pfarrern der etwa 500 Meter entfernten Markuskirche versorgt. Das Gotteshaus wurde um 1440 um einen Ostteil erweitert. Als Fälldatum einiger Balken wurde das Jahr 1438 dendrochronologisch nachgewiesen. Der westliche Baukörper wurde 1508 ersetzt.
Mit Einführung der Reformation im Jahr 1536 wechselte die Kirchengemeinde zum evangelisch-lutherischen Bekenntnis. In nachreformatorischer Zeit blieb die Funktion als gottesdienstliche Versammlungsstätte der zweiten Pfarrei erhalten. Die der Kapelle angegliederten Gebäude dienten jahrhundertelang der Pflege von Kranken und Armen und beherbergten Fremde. Von dem großen, hofartig geschlossenen Baukomplex des Hospitals, der neben der Kapelle zehn weitere Gebäude umfasste, wurden 1832 bis auf die Hospitalkirche mit ihrem nördlichen Anbau, der im Kern auf das 18. Jahrhundert zurückgeht, aufgrund von Baufälligkeit alle anderen Gebäude abgerissen. In dem nördlichen Anbau fand seitdem eine evangelische Schwesternstation ihre Bleibe, die 1974 aufgelöst wurde. In Zimmern mit zwei oder vier Betten konnten acht bis zehn Personen gepflegt werden. 1861 und 1886/1887 fanden Innenrenovierungen statt. Bis 1864 erklang in der Kapelle eine kleine einmanualige Orgel mit sieben Registern ohne Pedal. Sie wurde in dem Jahr durch einen Orgelneubau von Johann Georg Förster mit acht Registern einschließlich eines Pedalregisters ersetzt. Die Ostempore wurde 1897 eingebaut. Während des Ersten Weltkriegs diente der Anbau als Lazarett. Im Zweiten Weltkrieg erlitt die Wendelinskapelle Schäden durch die Bombardierung vom 9. März 1945, die unter Leitung des ortsansässigen Architekten Heinz de Vries beseitigt wurden. So wurden Dach und Dachreiter neu eingeschiefert, die Decke neu verputzt und die Fenster erneuert. Die Einweihungsfeier am 9. Januar 1949 bildete den Abschluss der Baumaßnahmen, bei denen die Kanzel restauriert wurde. Förster & Nicolaus Orgelbau lieferte 1960 ein kleines Orgelpositiv mit vier Registern ohne Pedal. 1952 ging die Kapelle in den Besitz der Stadt über. Nach der Restaurierung in den Jahren 1979 bis 1987 fand die Wiederöffnung am 13. Dezember 1987 statt. In einem Nutzungsvertrag zwischen Kirchengemeinde und Stadt wurde 1986 geregelt, dass die Kapelle neben ihrer Funktion als Winterkirche für die Markuskirche für besondere Gottesdienste und kulturelle Zwecke zur Verfügung steht, vor allem für musikalische Veranstaltungen und Konzerte.

## Restaurierung

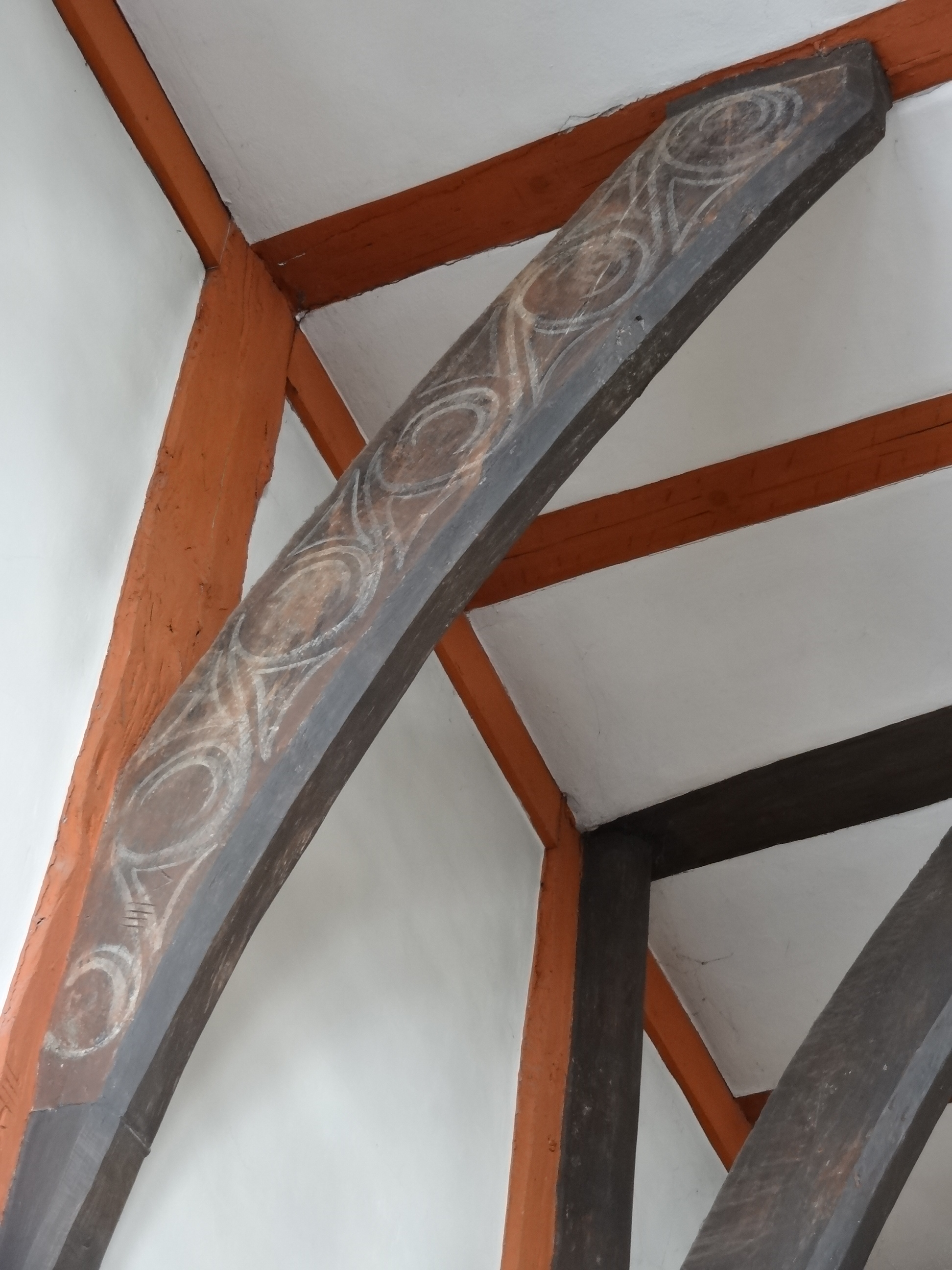
Freigelegte spätgotische Ornamente an den Kopfbändern der südlichen Wandstützen

Ende 1979 beschloss der Magistrat der Stadt eine umfassende Restaurierung, die 1,5 Millionen Mark kostete. Zunächst wurde 1980 der Fußboden trockengelegt und um 0,40 Meter auf das ursprüngliche Niveau abgesenkt. Der gesamte Außenbereich wurde ebenfalls tiefer gelegt und besser entwässert. In den Jahren 1982 bis 1987 wurde das Fachwerkgebäude unter Leitung von Peter Weyrauch, dem damaligen Architekten der evangelischen Landeskirche, grundlegend saniert und rekonstruiert. Bis Juni 1983 erfolgten eine Dokumentation des Zustandes und die Entwicklung eines Sanierungskonzepts.
Im Einzelnen veranlasste Weyrauch folgende Maßnahmen: Nach Abschlagen des Innen- und Außenputzes wurde die Kapelle im September 1983 eingerüstet. Da die Balkenköpfe und das Rähm zu einem großen Teil durch Hausschwamm zerstört oder verfault, die steinernen Ständerbasen verschoben waren und das Dach in Schieflage geraten war, wurde das Dach hydraulisch angehoben und die Fachwerkkonstruktion von unten an neu aufgeführt. Vorher waren sechs Umbaumaßnahmen und Veränderungen durchgeführt worden; seit etwa 200 Jahren war das Gebäude verputzt (zuletzt 1913). Verrottete und von Schädlingen befallene Balken des Fachwerks wurden erneuert, sekundäre Ausbesserungskonstruktionen beseitigt und das später durchgebrochene mittlere Südfenster entfernt. Auf diese Weise wurde das ursprüngliche Fachwerkbild wiederhergestellt, das durch die vielen Umbauten und Schäden stark beeinträchtigt worden war. Im Juli 1984 wurde das Dach wieder abgesenkt, die Gefache wurden mit Poroton-Mauerwerk aufgefüllt und neu verputzt.
Die Wiederherstellung des Chorabschlusses stützte sich auf alte Fotoaufnahmen. Die Rekonstruktion des Fachwerks ist nicht ohne Kritik geblieben. Der doppelte Schwellenkranz soll die Baugeschichte widerspiegeln: Der untere Kranz steht für die ursprüngliche Fachwerkkonstruktion, die nur noch rudimentär erhalten war. Der zweite Schwellenkranz bezeichnet die zweite Bauphase, die am besten erhalten war und an der Nord- und Südwand weitgehend rekonstruiert wurde. Die rekonstruktivistische Bauweise, die etwas Neues schuf, das es in dieser Form historisch nicht gegeben hat, wurde als „purifizierend“ kritisiert.
Die 1895 verlängerte Nordempore, auf der die Orgel stand, wurde 1985 samt Emporentreppe entfernt und stattdessen ein neuer Zugang zum nördlichen Anbau geschaffen. Unterbrochen wurden die Arbeiten, als Unbekannte im Mai 1985 nachts eingedrungen waren und Bauwasser durch Aufdrehen der Wasserkräne unter den Asphalt-Estrich gelangt war. Ein weiterer Schaden entstand im Januar 1987 durch Löschwasser nach einem Brand im Musiksaal über dem Kapellenanbau. Schließlich erhielt die Kapelle eine Fußbodenheizung und einen neuen Fußboden. Der in Würzburg restaurierte Wendelinsaltar, der seit 1695 seitlich neben der Kanzel an der Südwand aufgestellt war, wurde wieder an der Ostseite auf einem neuen Tisch aufgestellt, dessen barocke Füße aus der Markuskirche stammen.

## Architektur

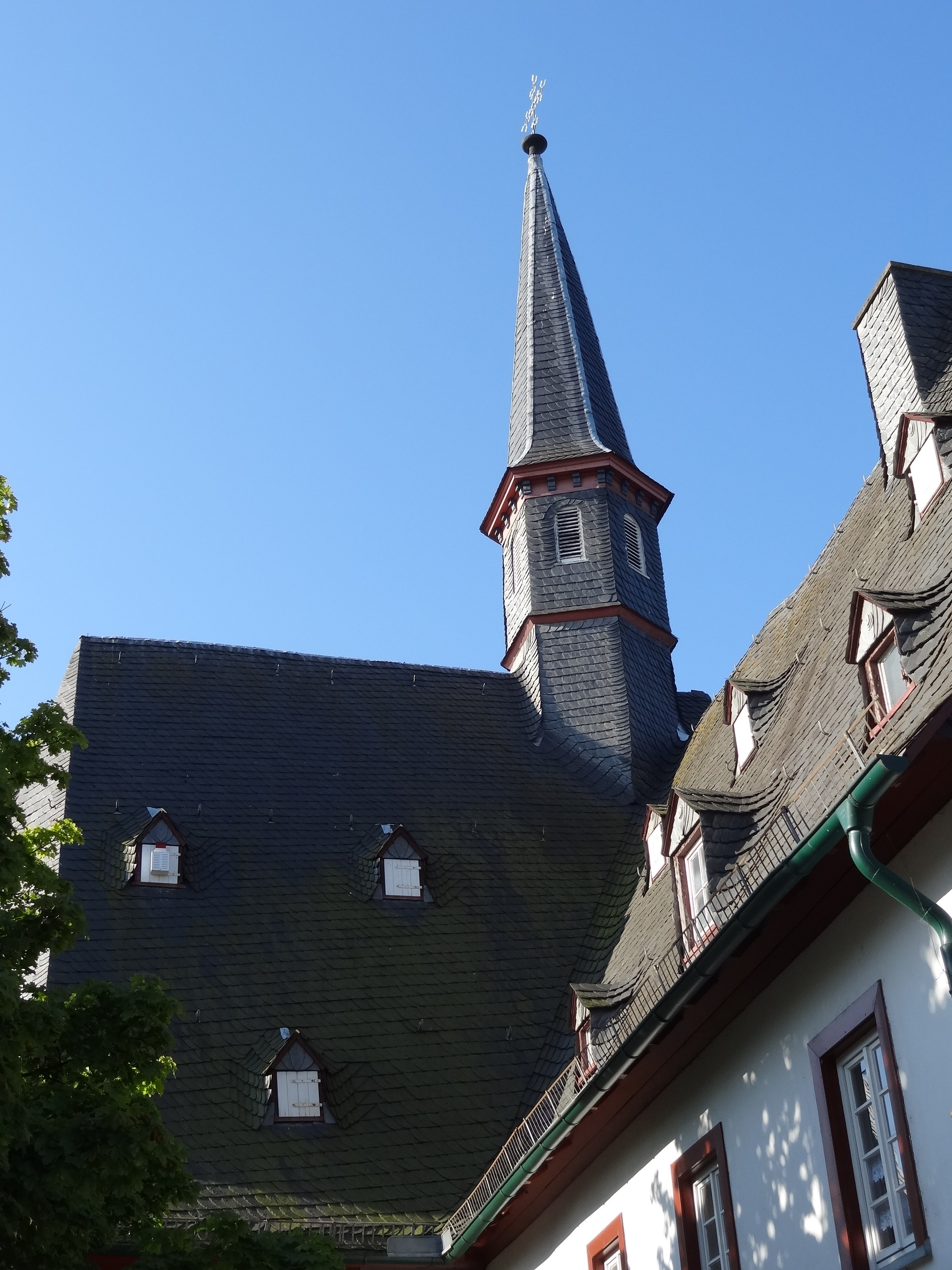
Steiles Satteldach mit Dachreiter

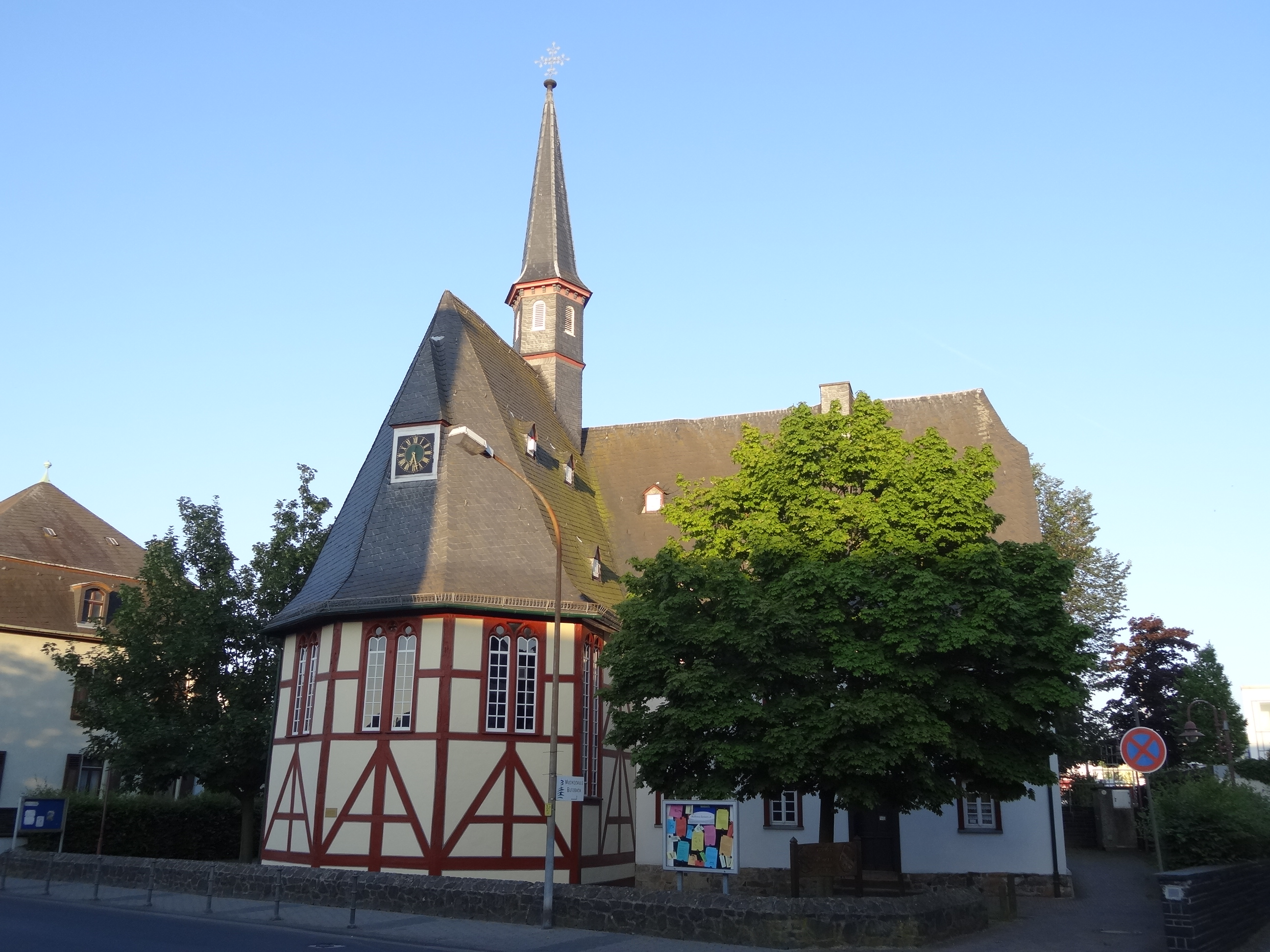
Das Chorpolygon im Osten

Die Saalkirche ist nicht genau geostet, sondern weicht um 24° von der West-Ost-Richtung ab. Sie besteht aus zwei Baukörpern aus Fachwerk auf einer Längsachse, einem Ostteil in Ständerbauweise mit dreiseitigem Chorabschluss und einem fast genauso langen, aber etwas schmaleren und niedrigeren Westteil, der 1508 angebaut wurde. Die gotisierenden Fenster stammen alle nicht aus der Erbauungszeit der Kirche; ihre ursprüngliche Gestalt ist unbekannt.
Der Ostteil ist über einem Sockel aus Bruchsteinmauerwerk errichtet und erreicht vom Sockelstein bis zum oberen Rähm eine Höhe von 6,60 Metern. Er wird von einem steilen, verschieferten Satteldach abgeschlossen, das über dem Chorpolygon abgewalmt ist. Der schmale sechsseitige, verschieferte Dachreiter ist im Westen des östlichen Dachs aufgesetzt. Der Schaft für die Glockenstube wird durch ein Gesims in zwei Geschosse gegliedert, dessen oberes kleine rundbogige Schalllöcher aufweist. Den Spitzhelm krönt ein Turmknauf mit schmiedeeisernem Kreuz. Den Innenraum oberhalb der Mittelriegel des Polygons belichten drei Zwillingsfenster mit Maßwerk, die bis an die Traufe reichen. Die Gefache unterhalb der Chorfenster haben Querstreben. An der Südseite sind zwei hohe Zwillingsfenster mit Maßwerk eingelassen, die nach der Renovierung das rekonstruierte doppelte Strebenkreuz, das Motiv des Mannes flankieren. Das hölzerne Maßwerk imitiert Stein und stammt teilweise noch aus gotischer Zeit. Der östliche Baukörper ist innen 7,50 Meter breit und an den Langseiten (ohne Ostabschluss) 8,75 Meter lang.
Der westliche Baukörper ist nicht exakt rechteckig, sondern an der inneren Westseite 6,20 Meter, im Osten 6,40 Meter breit. Die südliche Langseite misst 9,02 Meter. Ein Portal in der Südwand des Westteils führt in die Kirche, eine Tür am westlichen Ende zur Empore. Der westliche Stützpfosten trägt die lateinische Inschrift „1508 in die Margarete“ (1508 am Tag der heiligen Margarethe, Ende Juli 1508). Etwas links von der Mitte ist in der Südwand ein kleines rechteckiges Fenster eingelassen. Die etwas kürzere Nordwand geht in einen 1,60 Meter schmalen, rechteckigen Nebenraum über, der im Jahr 1508 vor den Ostteil angebaut wurde. An diesen nördlichen Anbau ist ein ehemaliges Hospitalgebäude angebaut, das heute als Vereinshaus und als sudetendeutsche Heimatstube, die die Beziehungen zur Butzbacher Partnerstadt Teplá pflegt, genutzt wird.

## Innenausstattung

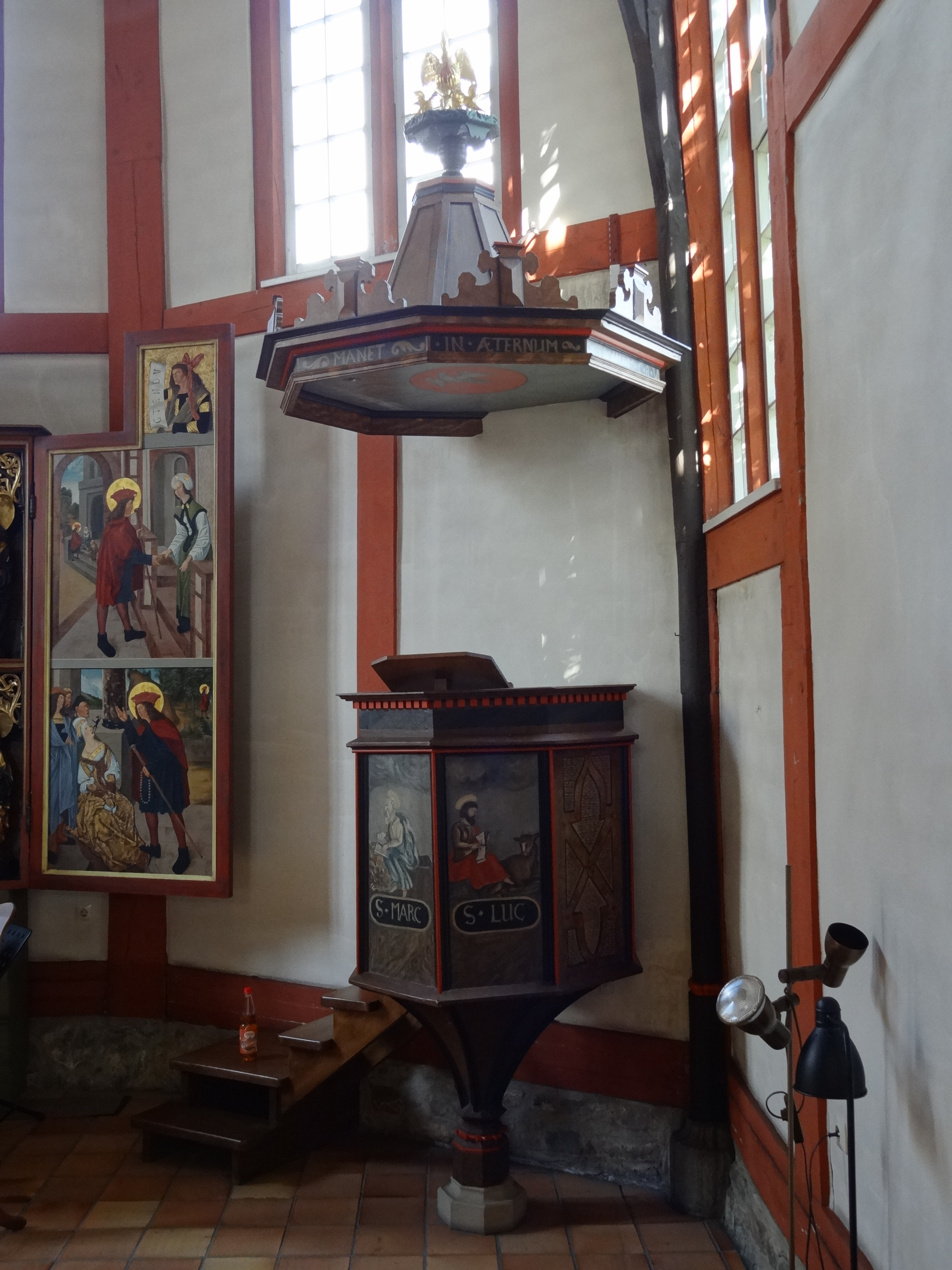
Barocke Kanzel

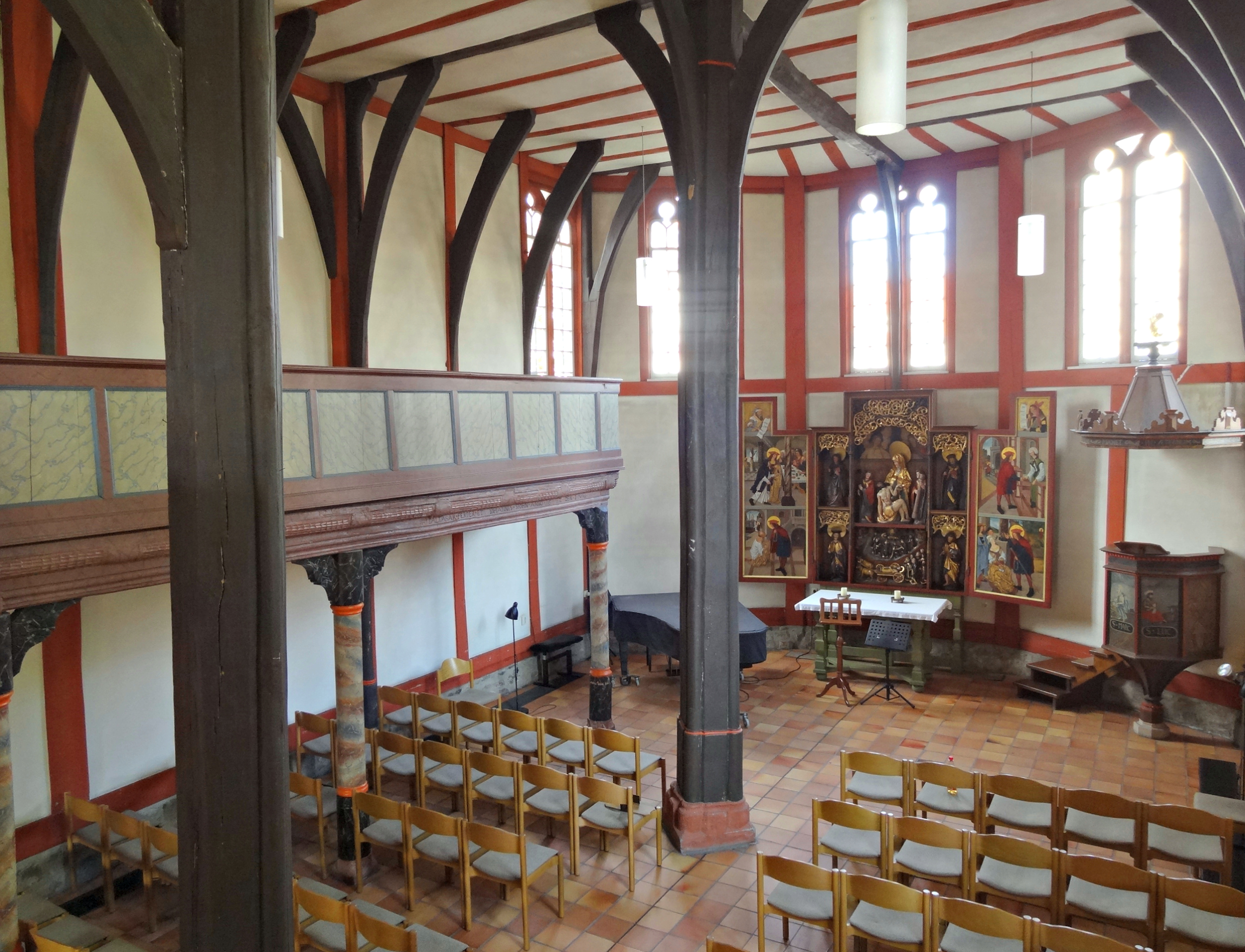
Innenraum Richtung Osten

Der Innenraum wird oben von einer Flachdecke mit Längsunterzug abgeschlossen, die im westlichen Teil etwas höher als im östlichen liegt. Im Bereich des Dachreiters ist die Decke um etwa einen Meter heruntergezogen. Der Ostteil ruht auf zwei viereckigen Holzpfeilern auf steinernen Basen. Sie haben jeweils vier Vorlagen, die Dienste imitieren, und vier Kopfbänder. Im Westteil bezieht der Holzpfeiler in gleicher Bauweise die Empore mit ein. Die Winkelempore im Westen und Norden datiert von 1682 und wird von marmorierten gefassten Rundsäulen mit je zwei Kopfbändern und steinernen Basen getragen. Die Nordempore trägt die Inschrift: „BALTASAR • FERBER • ET • IOHANNES • SPOHN • ANNO • 16 • 82 • DEN • 2 • IVNI“. Die blau-grau marmorierten Füllungen heben sich von der braunen Emporenfarbe ab. Die Wandstützen weisen ebenfalls Kopfbänder auf, wodurch der Eindruck eines gewölbten Raums entsteht. An zwei Kopfstreben in der östlichen Südwand haben sich spätgotische ornamentale Malereien erhalten.
Eine Orgel ist nicht mehr vorhanden. Die polygonale hölzerne Kanzel an der Südostseite stammt aus dem 18. Jahrhundert. Der achteckige Fuß ruht auf einer steinernen Basis. Die Kanzelfelder sind an drei Seiten mit den Evangelisten Matthäus, Markus und Lukas und ihren Evangelistensymbolen bemalt. Der profilierte Schalldeckel hat an den Seiten flachgeschnitzte Ornamente und wird von einem vergoldeten Pelikan bekrönt, der mit seinem eigenen Blut seine Jungen nährt. Das alte christliche ikonographische Pelikanmotiv symbolisiert den Opfertod von Christus. Der Taufstein aus der Zeit um 1375 steht heute in der Butzbacher Markuskirche.

## Wendelinsaltar

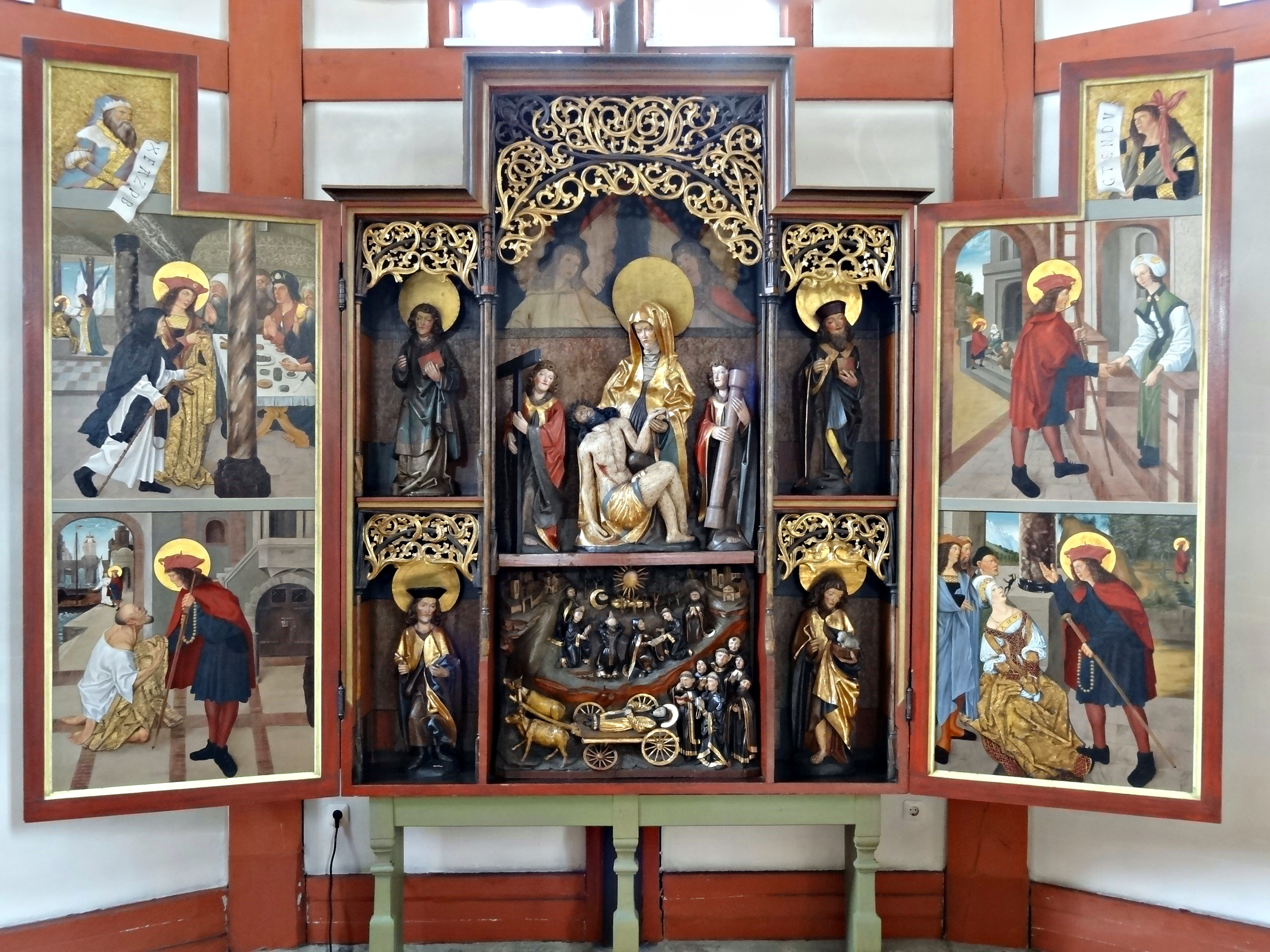
Wendelinsaltar

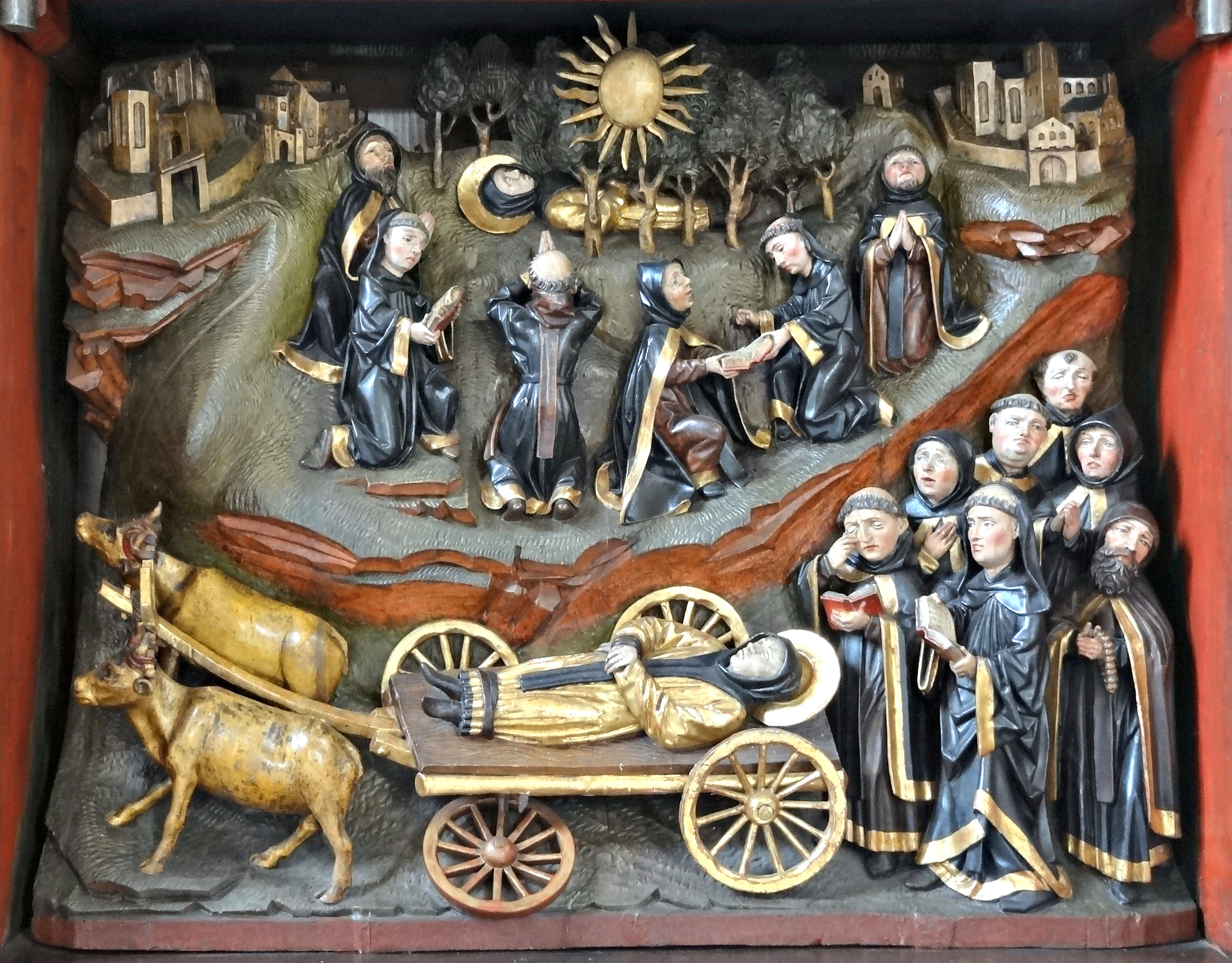
Überführung des Wendelin im unteren Mittelfeld

Wertvollster Einrichtungsgegenstand ist der spätgotische Schnitzaltar, der um 1520 als Flügelaltar in einer oberrheinischen Werkstatt entstand. Die Flügel gingen im September 1944 bei der Bombardierung Darmstadts verloren, nachdem der gesamte, von Holzwurm befallene Altar 1942 zu Restaurierungszwecken ins Landesmuseum gebracht und nur der Schrein von dort nach Ernsthofen ausgelagert worden war. Auch drei Heiligenfiguren gingen verloren, die auf dem Schrein standen, aber schon vorher angefertigt worden waren: oben Maria mit dem Kind, rechts die heilige Elisabeth (beide 15. Jahrhundert) und links eine Plastik aus dem 14. Jahrhundert. Nur der Schrein kehrte 1949 in die Wendelinskapelle zurück. Die Flügel wurden von 1972 bis 1977 im Auftrag des Butzbacher Schuhfabrikanten Jakob Karl Erwin Rumpf, der die Kosten übernahm, von Peter U. Gartmann in München rekonstruiert. Die Außenseiten blieben unbemalt, da von ihnen keine Fotos angefertigt worden waren. Zusammengeklappt zeigten die Außenseiten eine später angebrachte Übermalung Christus am Ölberg auf einer einzigen Fläche. Als Vorlagen dienten Schwarzweiß-Aufnahmen aus dem Jahr 1928. Für die farbliche Fassung orientierte Gartmann sich am Aschaffenburger Triptychon.
Das dreiteilige Retabel ist im Mittelteil in sechs Fächer gegliedert. Eine rechteckige Überhöhung ist mit filigranem Rankenwerk gefüllt. Der Schrein zeigt im oberen mittleren Fach eine Beweinung Christi. Ein goldener Mantel umhüllt Maria, die in Dreiviertelansicht dargestellt ist, umgeben von zwei Figuren, vermutlich Engeln, von denen einer ein T-förmiges Kreuz und der andere eine Martersäule trägt. Darunter zeigt ein Relief von anderer Hand in zwei Szenen das Begräbniswunder des heiligen Wendelin. Da der Leichnam nicht in seinem prunkvollen Grab liegen bleiben wollte, legten trauernde Mönche ihn auf ein Ochsenfuhrwerk und ließen sich von den Ochsen in einen Wald führen. Die Stelle, wo die Vorderachse brach, bezeichnete das Grab. Die obere Szene zeigt die Bestattung im Wald im Gebiet des heutigen St. Wendel. In den vier Feldern links und rechts, die oben mit Rankenwerk abschließen, flankieren je zwei Heilige mit Nimbus das Mittelteil. Ursprünglich waren sie ohne Befestigung. Ihre Identität ist nicht gesichert, da die Attribute zum Teil fehlen. Links oben hält ein heiliger Diakon (oder der Evangelist Johannes) ein Buch, die bartlose Figur darunter mit schwarzem Pilgerhut und umgehängter Tasche ist Wendelin, nach anderer Deutung Rochus von Montpellier. Rechts oben steht ein bärtiger Heiliger, womöglich Antonius der Große, darunter Johannes der Täufer mit dem Lamm und einem Buch.
Die Altarflügel zeigen auf den Innenseiten vier Hauptszenen und vier kleine Hintergrundszenen aus dem Leben Wendelins. Sie beschreiben seine göttliche Berufung und seinen Amtsverzicht als König, seine Mildtätigkeit und Heilungen sowie seinen Weg in die Einsiedelei. Links oben wird Wendelin von einem Engel inspiriert, seiner Königswürde zu entsagen. Er führt einen Mönch an einen gedeckten Tisch. Darunter schenkt Wendelin einem Bettler sein Prunkgewand und wird von einem Engel zu einem Schiff geführt. Auf dem rechten Flügel oben erhält Wendelin von einer jungen Frau Brot, das er an einen Armen weitergibt. Unten ist dargestellt, wie er eine Besessene heilt und in den Wald schreitet, um Einsiedler zu werden. Die Architektur der Gebäude im Hintergrund ist bereits von der Renaissance geprägt. Die Themenwahl der Bilder mit ihren Pilgermotiven ist möglicherweise dem Leben der Elisabeth von Thüringen angelehnt, was eine Verehrung Wendelins durch Pilger nahelegt, die das Grab Elisabeths in der Marburger Elisabethkirche besucht hatten. In den überhöhten Seitenflügeln halten zwei alttestamentliche Propheten Spruchbänder mit nicht deutbaren lateinischen Großbuchstaben „XEAZPB“ und „CTENDV“.

## Geläut
1780 gab es zwei Glocken, deren Gewicht auf 100 und 150 kg geschätzt wurde. Als 1818 eine große zersprungen war, ersteigerte die Gemeinde zwei Glocken aus dem Falkensteiner Schloss, das in eine Kaserne umgebaut wurde und im Treppenturm drei Glocken besaß. 1844 wurde die „horeglocke“, die 1408 für das Weiseler Tor angeschafft worden war, in die Wendelinskapelle überführt.
Die Wendelinskapelle beherbergt gegenwärtig vier Bronzeglocken. Die große Glocke wurde vom Butzbacher Bürger Ludwig Kalwert im Jahr 1481 gegossen und dient als Schlagglocke für die Uhr. Die anderen bilden ein Dreiergeläut.
| Nr. | Gießer und Gussjahr  | Durchmesser (mm) | Höhe (mm) | Masse (kg) | Schlagton (HT-1/16) | Inschrift                                                  |
| --- | -------------------- | ---------------- | --------- | ---------- | ------------------- | ---------------------------------------------------------- |
| 1   | Ludwig Kalwert, 1481 | 520              | 470       | ca. 110    |                     | „anno dni mccccl[xxxi] hut mich gegossen Lodiuig kalvi“    |
| 2   | Ludwig Kalwert, 1504 | 520              | 470       | ca. 110    |                     | „anno * dni * mv iiii * loidewig * kalwort * gos * mich *“ |
| 3   | Peter Wagner, 1581   | 500              | 430       | ca. 78     |                     | „MDL XXXI GUS MICH PETER WAGNER IEN AVGSPVRK GOT DIE ER “  |
| 4   | unbekannt, 1478      | 360              | 310       | ca. 30     |                     | „ave maria anno domino MCCCCLXXVIII“                       |